# غيلبرت كابلان
غيلبرت كابلان (بالإنجليزية: Gilbert E. Kaplan)‏ هو شخصية أعمال وصحفي أمريكي، ولد في 3 مارس 1941 في نيويورك في الولايات المتحدة، وتوفي بنفس المكان في 2016 بسبب سرطان.

## وصلات خارجية
- غيلبرت كابلان على موقع ميوزك برينز (الإنجليزية)
- غيلبرت كابلان على موقع أول ميوزيك (الإنجليزية)
- غيلبرت كابلان على موقع ديسكوغز (الإنجليزية)